# Pantílids
Els pantílids (Pantylidae) són una família extinta de lepospòndils que visqueren des de finals del període Carbonífer fins a començaments del període Permià, en el que avui són els Estats Units, Canadà i la República Txeca. Està representat pels gèneres Trachystegos, Pantylus i Stegotretus.